# Форостовичі
Форосто́вичі — село в Україні, у Новгород-Сіверській міській громаді Новгород-Сіверського району Чернігівської області. Населення становить 222 осіб. До 2020 орган місцевого самоврядування — Троїцька сільська рада.

## Історія
12 червня 2020 року, відповідно до розпорядження Кабінету Міністрів України № 730-р «Про визначення адміністративних центрів та затвердження територій територіальних громад Чернігівської області», увійшло до складу Новгород-Сіверської міської громади.
19 липня 2020 року, в результаті адміністративно - територіальної реформи та ліквідації колишнього Новгород-Сіверського району, село увійшло до новоствореного Новгород-Сіверського району Чернігівської області.

## Населення

### Мова
Розподіл населення за рідною мовою за даними перепису 2001 року:
| Мова       | Кількість | Відсоток |
| ---------- | --------- | -------- |
| російська  | 172       | 77.48%   |
| українська | 50        | 22.52%   |
| Усього     | 222       | 100%     |

## Відомі уродженці
- Хондожко Анастасія Іванівна (1924—2000) — Герой Соціалістичної Праці (1971).